# Passo do Monte Cenis
O passo do Monte Cenis - Col du Mont-Cenis  em francês e Colle del Moncenisio em italiano - é um colo a 2081 m de altitude, e que se encontra acima do vale da Maurienne e do vale de Susa, ambos no maciço do Monte Cenis na região de Ródano-Alpes da  província da Saboia, em França, muito perto da fronteira com a Itália. Separa os Alpes Graios dos Alpes Cócios.
O colo liga Lanslebourg-Mont-Cenis na França, a nordeste, a Susa na Itália, a sudeste, e serviu de fronteira França-Itália até 1947 e quando a fronteira foi fixada pelo Tratado de Paris passou a situar-se em território francês. Este acidente geográfico faz parte da divisória de águas  entre o Mar Adriático e o Mar Mediterrâneo.
Além deste há também o  passo do Pequeno Monte Cenis

## História
A sua importância histórica é enorme pois durante a Batalha do Metauro, a marcha pela Gália e a travessia dos Alpes se fizeram por este colo, quando Asdrúbal em 207 a.C. seguiu o curso do rio Isère e logicamente tomou o vale do Monte Cenis e subsequente este colo. 
Mais recentemente e devido aos interesses diferentes entre o Reino da França e o Condado de Saboia foram construídas várias fortalezas durante o período Piazza militare del Moncenisio enquanto os franceses construíam os seus. Curiosamente os três fortes construídos do lado italiano encontram-se, depois do tratado de Paris, na França.

## Etimologia
Parece que Monte Cenis provem de monte de cinzas, devido a um incêndio que teria devastado a montanha, e cujas cinzas foram encontradas durante a abertura do colo .

## Imagens externas
- «Imagens da estrada dos canhões» (em italiano)